# 일본의 만화 목록
다음은 일본의 만화 목록이다.

## 기타 문자
- +아니마
- .hack
- 11eyes -죄와 벌과 속죄의 소녀-
- 20세기 소년
- 3X3 아이즈
- 4차원 탐정 똘비
- 7인의 나나

## 가
- 가디언 하트
- 가정교사 히트맨 REBORN!
- 간츠
- 갓슈벨
- 강철천사 쿠루미
- 강철의 연금술사
  - 강철의 연금술사 BROTHERHOOD
- 개그만화 보기좋은날
- 개골개골 마법사
- 건 스미스 캣츠
- 건슬링거 걸
- 건방진 천사
- 건담 시리즈
- 건퍼레이드 마치
- 건퍼레이드 오케스트라
- 겁쟁이 페달
- 고! 고! 다섯쌍둥이
- 고미의 만화 호기심천국
- 고스트 바둑왕
- 고스트 스위퍼 미카미-극락대작전
- 고양이의 보은
- 고쿠도군 만유기
- 공각기동대
- 공룡킹 어드벤처
  - 공룡킹 어드벤처 익룡전설
- 공의경계
- 공태랑 나가신다!
- 공포의 외인구단
- 광란가족일기
- 괭이갈매기 울 적에
- 괴짜가족
- 구슬동자
- 군계
- 그랑죠
- 그래플러 바키
- 그레이트 다간
- 그와 그녀의 사정
- 금붕어 주의보
- 금색의 갓슈!
- 금색의 코르다
- 기교기전 히오우전기
- 기동경찰 패트레이버
- 기동전사 더블오
- 기동전함 나데시코
- 기생수
- 기동천사 엔젤릭 레이어
- 김전일 소년의 사건부
- 꼬마마법사 레미
- 귀멸의 칼날
  - 꼬마마법사 레미 샵
  - 꼬마마법사 레미 포르테
  - 꼬마마법사 레미 비바체
  - 꼬마마법사 레미 비밀편
- 꼭두각시 서커스
- 꽃천사 루루
- 꽃천사 메리벨
- 꾸러기 수비대

## 나
- 나나
- 나루에의 세계
- 나루토
- 나의 히어로 아카데미아
- 나츠메 우인장
- 날아라 슈퍼보드
- 낢이 사는 이야기
- 내일의 나쟈
- 내일의 요이치
- 너에게 닿기를
- 네가 주인이고 집사가 나
- 네기마?!
- 네오 안젤리크
- 노다메 칸타빌레
- 늑대와 향신료

## 다
- 다!다!다!
- 닥터슬럼프
- 달의 아이 M (일본)
- 달의 요정 세일러문
- 달빛천사
- 더 파이팅
- 데스노트
- 도쿄 바빌론
- 도라에몽
- 도레미 하우스
- 도서관전쟁
- 도쿄 크레이지 파라다이스
- 돌격 크로마티 고교
- 돌격! 빳빠라대
- 듀칼리온
- 듀얼 마스터즈
- 드래곤볼
  - 드래곤볼 Z
  - 드래곤볼 GT
  - 드래곤볼 카이
- 디 그레이맨
- 디지몬 어드벤처
- 디지몬 크로스 워즈
- 디지캐럿
- 디 앤 앤젤
- 따끈따끈 베이커리

## 라
- 라이어 게임
- 라이징 임팩트
- 란마 ½
- 러브 인 러브
- 러키☆스타
- 레드 바론
- 레이
- 레이브
- 레카 삼국지
- 로자리오와 뱀파이어
- 로젠 메이든
- 로토의 문장
- 루팡 3세
- 리리카 SOS
- 리루프릿
- 리얼

## 마
- 마루코는 아홉살
- 마리아님이 보고 계셔
- 마법기사 레이어스
- 마법선생 네기마!
- 마법사에게 소중한 것
- 마법소녀 리리컬 나노하
- 마스터 키튼
- 마징가 Z
- 마크로스 프론티어
- 마호라바
- 마호로매틱
- 만담천녀 오유이
- 메탈 파이트 베이블레이드
- 명왕계획 제오라이머
- 명탐정 코난
- 몬스터 팜
- 무한의 주인
- 미나미가
- 미도리의 나날
- 미르모 퐁퐁퐁
- 미소녀전사 세일러문
- 미스테리극장 에지

## 바
- 바나나 피쉬
- 바람계곡의 나우시카
- 바람의 검심
- 바람의 빛
- 바사라
- 바쿠레츠 헌터
- 바질리스크 ~코우가인법첩~
- 반드레드
- 반쪽 달이 떠오르는 하늘
- 방가방가 햄토리
- 배가본드
- 백귀야행
- 뱀부 블레이드
- 배틀 비다맨
- 베르사이유의 장미
- 베르세르크
- 베리베리 뮤우뮤우
- 별나라 수퍼쭈리
- 부기팝은 웃지 않는다
- 보노보노
- 봉신연의
- 블랙잭
- 블랙캣
- 블레임
- 블리치
- 비너스 버서스 바이러스
- 빨간망토 차차

## 사
- 사무라이디퍼 쿄우
- 사이버포뮬러
- 사이보그 009
- 사쿠라 대전
- 상남 2인조
- 새콤달콤 오렌지 로드
- 샤먼 시스터즈
- 샤먼킹
- 샹그리라
- 서양골동양과자점
- 선계전 봉신연의
- 선녀전설 세레스
- 선생님의 시간
- 세인트 세이야
- 세키레이
- 세토의 신부
- 소년기사 라무
- 소년 음양사
- 소울 이터 (만화)
- 수험의 제왕
- 순정 로맨티카
- 슈퍼 씽씽캅
- 스바루
- 스즈미야 하루히의 우울
- 스케치북 풀컬러즈
- 스켓 댄스
- 스쿨럼블
- 스타오션 EX
- 스폰
- 스트로베리 패닉
- 슬램 덩크
- 슬레이어즈
- 시간을 달리는 소녀
- 시간탐험대
- 시끌별 녀석들
- 시티헌터
- 신세기 에반게리온
- 신의 괴도 잔느
- 쓰르라미 울 적에

## 아
- 아따아따
- 아따맘마
- 아름다운 그대에게
- 아리아
- 아베노바시 마법 상점가
- 아이들의 장난감
- 아이실드 21
- 아이즈
- 아즈망가 대왕
- 아키라
- 아쿠아
- 야와라!
- 앞장서라! 크로마티 고교
- 애플시드
- 야이바
- 언제나 나의 산타!
- 엄마는 4학년
- 여고생 걸스 하이
- 연금3급 매지컬 포카앙
- 에덴
- 에스카플로네
- 에스퍼 마미
- 에어 기어
- 에어리어 88
- 에이리언9
- 엘르멘탈 제라드
- 엘리먼트 헌터
- 엘펜리트
- 엘프사냥꾼
- 엠마
- 여기는 잘나가는 파출소
- 영국 사랑 이야기 엠마
- 오! 나의 여신님
- 오네가이 티쳐
- 오란고교 호스트부
- 오바케의 Q 타로
- 오버로드
- 오빠와 나
- 올드보이
- 완소! 퍼펙트 반장
- 요술공주 밍키
- 요술공주 샐리
- 요술소녀
- 요츠바랑!
- 우당탕탕 닥터지
- 우루세이 야츠라
- 우주소년 아톰
- 우주용사 씽씽캅
- 우주해적 미토의 대모험
- 울트라매니악
- 원 아웃
- 원피스
- 월광천녀
- 월영
- 위시
- 유리가면
- 유적탐험대 팜&일
- 유희왕
- 유희왕 GX
- 유희왕 5D's
- 유희왕 ZEXAL
- 은하영웅전설
- 은하철도 999
- 은혼
- 의룡
- 이나즈마 일레븐
- 이나즈마 일레븐 GO
- 이누야샤
- 이니셜 D
- 이 사람이 나의 주인님
- 인어 시리즈
- 인조곤충 버그파이터
- 인크레더블
- 일기당천

## 자
- 작안의 샤나
- 전라계 수영부 우미쇼
- 전설의 마법 쿠루쿠루
- 전장의 발큐리아
- 절대무적 라이징오
- 정글은 언제나 맑음 뒤 흐림
- 정들면 고향 코스모스장
- 제비뽑기 언벨런스
- 좀비 론
- 쥐라기 월드컵
- 쥬로링 동물탐정
- 지박소년 하나코 군
- 지옥소녀
- 진월담 월희
- 쪽빛보다 푸르게

## 차
- 천공의 성 라퓨타
- 천사금렵구
- 천사소녀 네티
- 천지무용 이브
- 천하통일 파이어비드맨
- 첫사랑 한정
- 체포하겠어!
- 최유기
- 최종병기 그녀
- 쵸비츠
- 충사
- 츠바사 크로니클
- 츠요시 정신차려
- 치즈 스위트 홈

## 카
- 카논
- 카드캡터 체리
- 카드파이트!! 뱅가드
- 케로로 군주
- 케이온!
- 카페 알파
- 캐릭캐릭 체인지
- 캠퍼
- 캡틴쿠파
- 캡틴 플래닛
- 코드 기아스 반역의 를르슈
  - 코드 기아스 반역의 를르슈 R2
- 코로시야 이치
- 코코로 도서관
- 쿠로사키 말 따위 듣지 않을 거야
- 크게 휘두르며
- 크레용 신짱
- 크로우즈
- 크르노 크루세이드
- 클램프 학원 탐정단
- 클레이모어
- 키라링☆레볼루션
- 킬라킬
- 키미키스
- 키스×시스
- 킹 스위츠

## 타
- 타로 카페
- 탑블레이드
  - 탑블레이드 브이
- 태극천자문
- 터치
- 테니스의 왕자
- 테츠코의 여행
- 트리니티 블러드

## 파
- 파르페틱
- 파이브 스타 스토리
- 파이팅 대운동회
- 팽이대전 지블레이드
- 페어리 테일
- 포켓몬스터
- 포트리스
- 풀 메탈 패닉!
- 풀어헤드코코
- 풀하우스
- 프린세스 츄츄
- 프린세스 프린세스
- 플루토
- 피안도
- 피아노의 숲
- 피치피치핏치
- 피타텐

## 하
- 하나우쿄 메이드대
- 하늘은 붉은 강가
- 하늘의 유실물
- 하멜의 바이올린
- 하야테처럼!
- 하울의 움직이는 성
- 하이카라
- 하이큐
- 학원 앨리스
- 학원 유토피아 마나비 스트레이트!
- 학원 헤븐 BOY'S LOVE SCRAMBLE!
- 할렘비트
- 허니와 클로버
- 헌터X헌터
- 헬싱
- 현시연
- 형님에게
- 호문쿨루스
- 홀리 랜드
- 화이트 앨범
- 환상게임
- 황금로봇 골드런
- 황금박쥐
- 후르츠 바스켓
- 휘슬
- 흑의 계약자
- 흑신
- 히다마리 스케치
- 히토히라
- 흑집사

## 영문
- BECK
- BLOOD THE LAST VAMPIRE
  - BLOOD+
  - BLOOD-C
  - BLOOD-C The Last Dark
- NHK에 어서 오세요!
- R.O.D
- sola
- To LOVE -트러블-
- W줄리엣
- X
- X사건 미녀탐정
- XXX홀릭